# Yxnerums kyrka

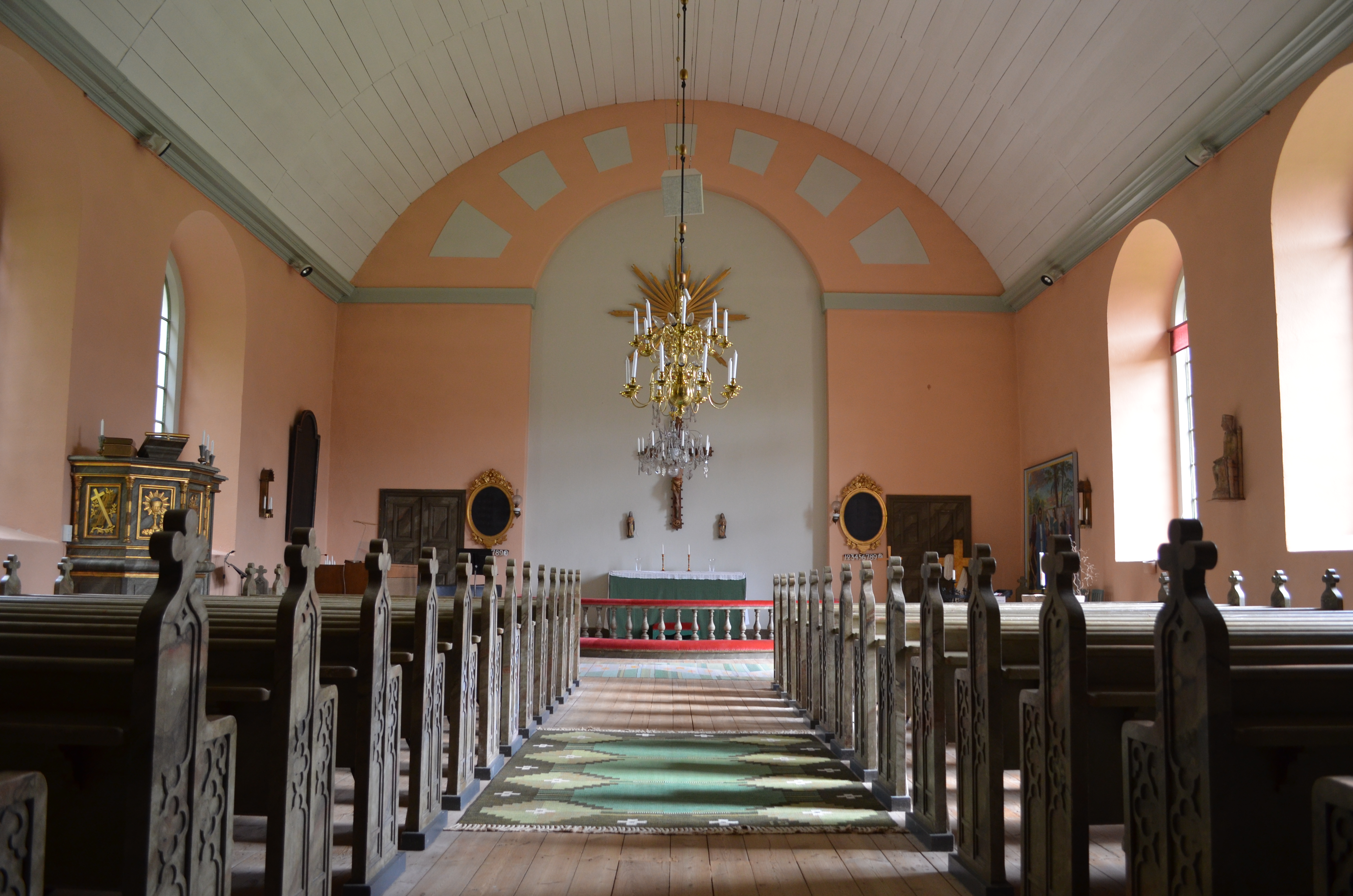
Yxnerum kyrkas kyrkosal

Yxnerums kyrka tillhör Åtvids församling i Linköpings stift och ligger i Åtvidabergs kommun.

## Kyrkobyggnaden
På kyrkplatsen fanns tidigare en medeltida kyrka som kanske byggdes redan på 1200-talet. Nuvarande stenkyrka uppfördes åren 1798-1802 av byggmästare Johan Erik Berg efter ritningar av arkitekt Per Wilhelm Palmroth. 2 september 1804 ägde invigningen rum. Kyrktornet av tegel uppfördes åren 1926–1928 efter ritningar av arkitekt Martin Westerberg.
Kyrkan blev offer för en ganska hårdhänt restaurering på 1880-talet.

## Inventarier
Bland kyrkans förnämsta inventarier märks ett medeltida krucifix, ett rökelsekar från 1400-talet och en synnerligen unik madonnafigur från 1200-talet. En av kyrkans ljuskronor hängde ursprungligen i Gustav III:s gamla operahus. 
- En dopfunt av gotländsk kalksten är tillverkad på 1200-talet.

## Orgel
- Orgeln byggdes 1826 av Carl Magnus Ringström, Ukna och är mekanisk. Orgeln har ett antal gånger förändrats.[1]

Ursprunglig disposition
| Manual C-c2                               | Pedal C-3 | Övrigt      |
| Borduna 16’                               | Bihängd   | Spärrventil |
| Principal 8’ (C-B bestod av täckta pipor) |           |             |
| Gedact 8’                                 |           |             |
| Piffaro 8’ D (från c)                     |           |             |
| Octava 4'                                 |           |             |
| Fleut 4'                                  |           |             |
| Rausqvinst 2 chor                         |           |             |
| Mixtur 3 chor                             |           |             |
| Trumpet 8' B                              |           |             |

1850 ombyggdes orgeln av Anders Jonsson, Ringarum som ändrade Rausqvint 2 chor till Qvinta 3' och Octava 2'. Han tog även bort Mixtur 3 chor. 1912 renoverades orgeln av instrumentmakaren O Erickson, Norrköping som byggde till ett crescendoskåp och sattes in Salicional 8'. 1959 besiktades orgeln av Bröderna Moberg, Sandviken som även tog bort crescendoskåpet. Orgeln reparerades 1972 av kantor Sten-Åke Carlsson, Åtvidaberg som tog bort de trasiga stämmorna Qvinta 3' och Octava 2' och pedalklaven. Ny industriellt tillverkade Qvinta 3' och Octava 2' levererades samma år av Carlsson men sattes in vid ett senare tillfälle. Qvinta 3' är märkt Gamba och Octava 2' är märkt Dolce. 1984 eller 1985 renoverades orgeln av Claus Bro-Larsen och Jens Ole Nielsen, Danmark.
Nuvarande disposition
| Manual C-c2                           | Övrigt      |
| Borduna 16’ (från c)                  | Spärrventil |
| Principal 8’ B/D (delade mellan b/c1) |             |
| Gedackt 8’ B/D (delade mellan B/c)    |             |
| Fugara 8’                             |             |
| Salicional 8' (1912)                  |             |
| Principal 4'                          |             |
| Kvinta 3' (1985)                      |             |
| Oktava 2' (1985)                      |             |

### Kororgel
En kororgeln byggdes 1967 av John Grönvall Orgelbyggeri, Lilla Edet, och är mekanisk. Orgeln skänktes någon gång mellan 1990 och 2014 till Baltikum.
| Manual       | Pedal   | Koppel |
| Gedackt 8’   | Bihängd |        |
| Rörflöjt 4’  |         |        |
| Principal 2’ |         |        |

## Bildgalleri

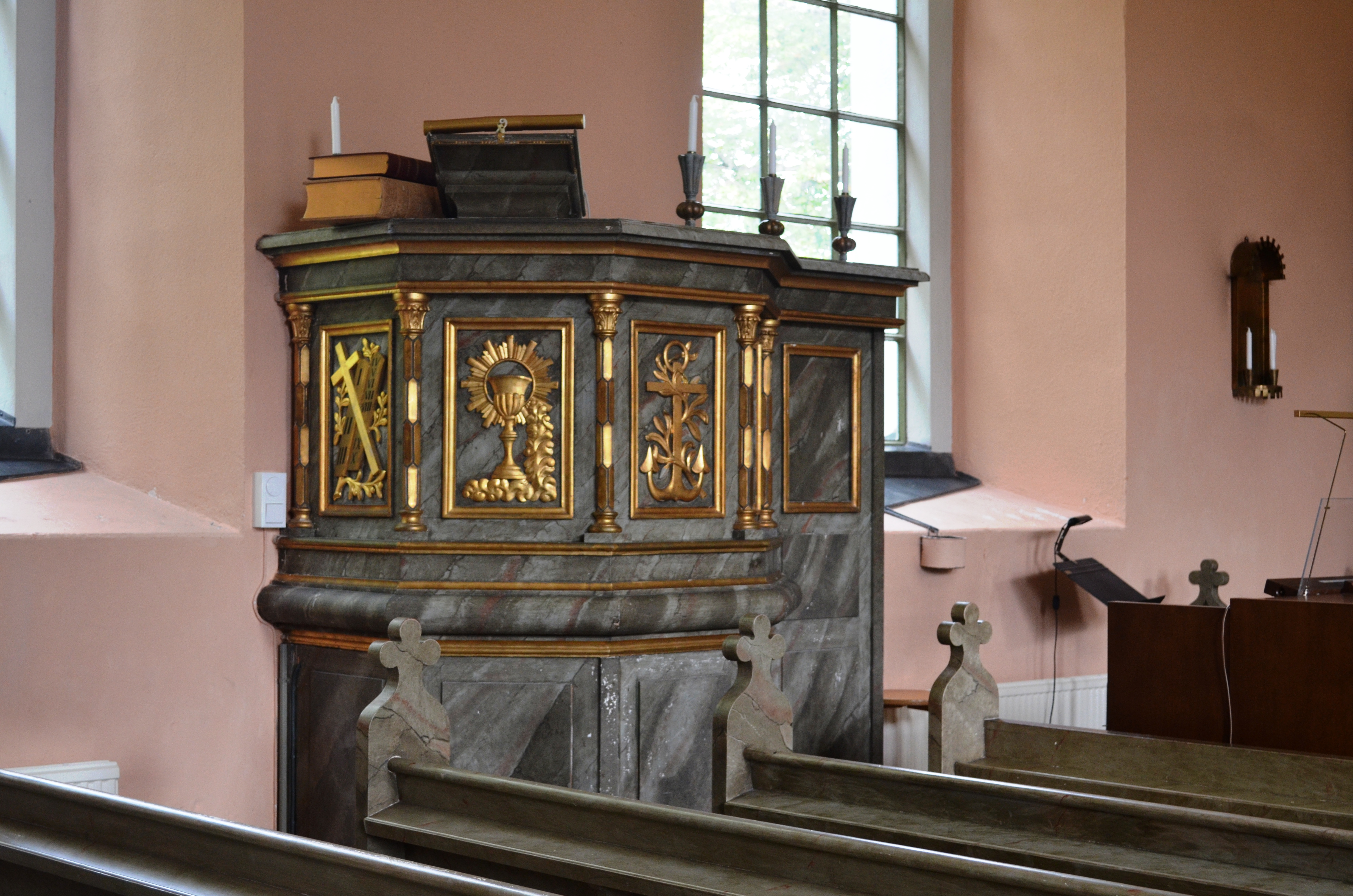
Yxnerum kyrkas predikstol
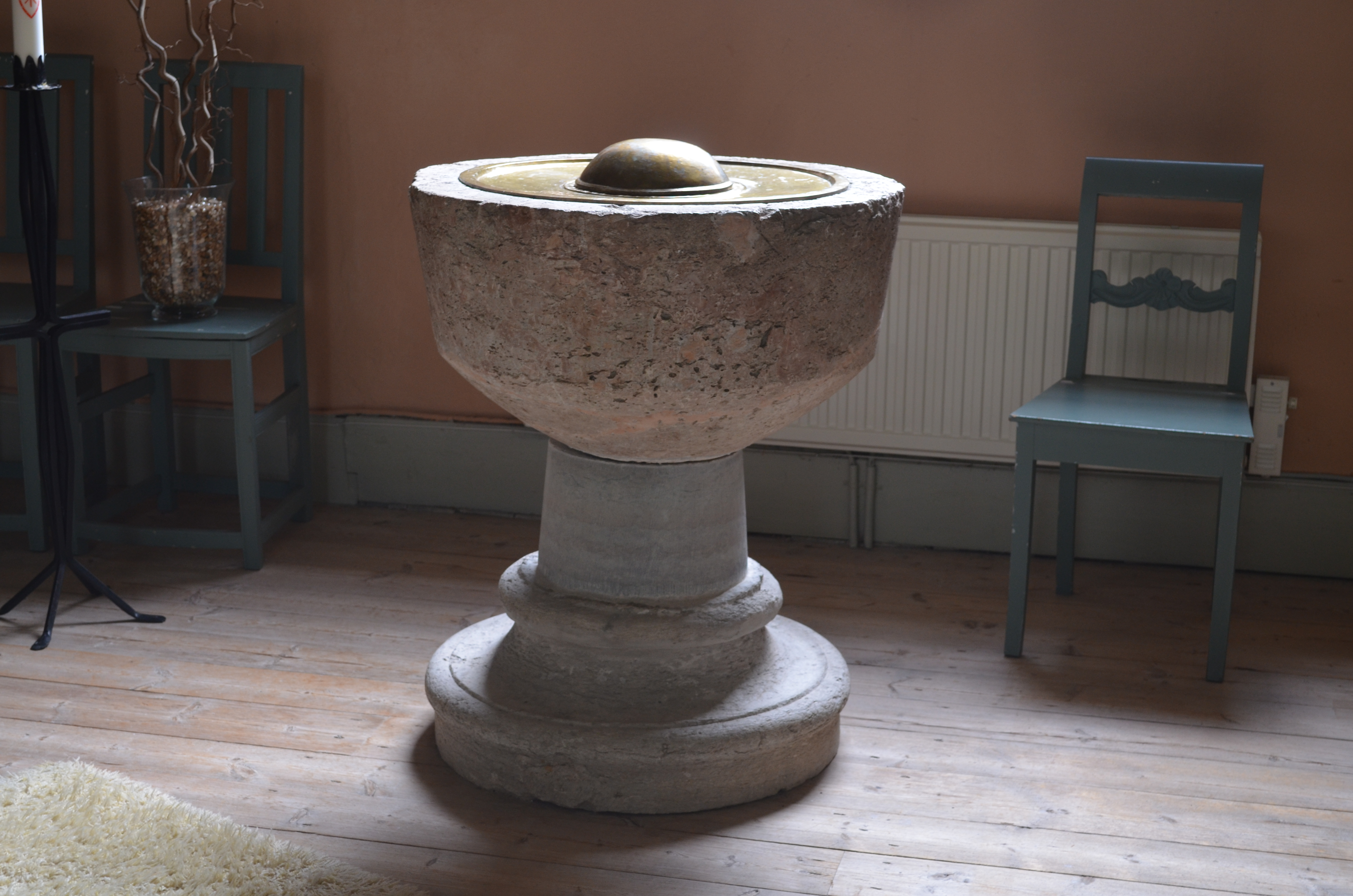
Yxnerum kyrkas dopfunt
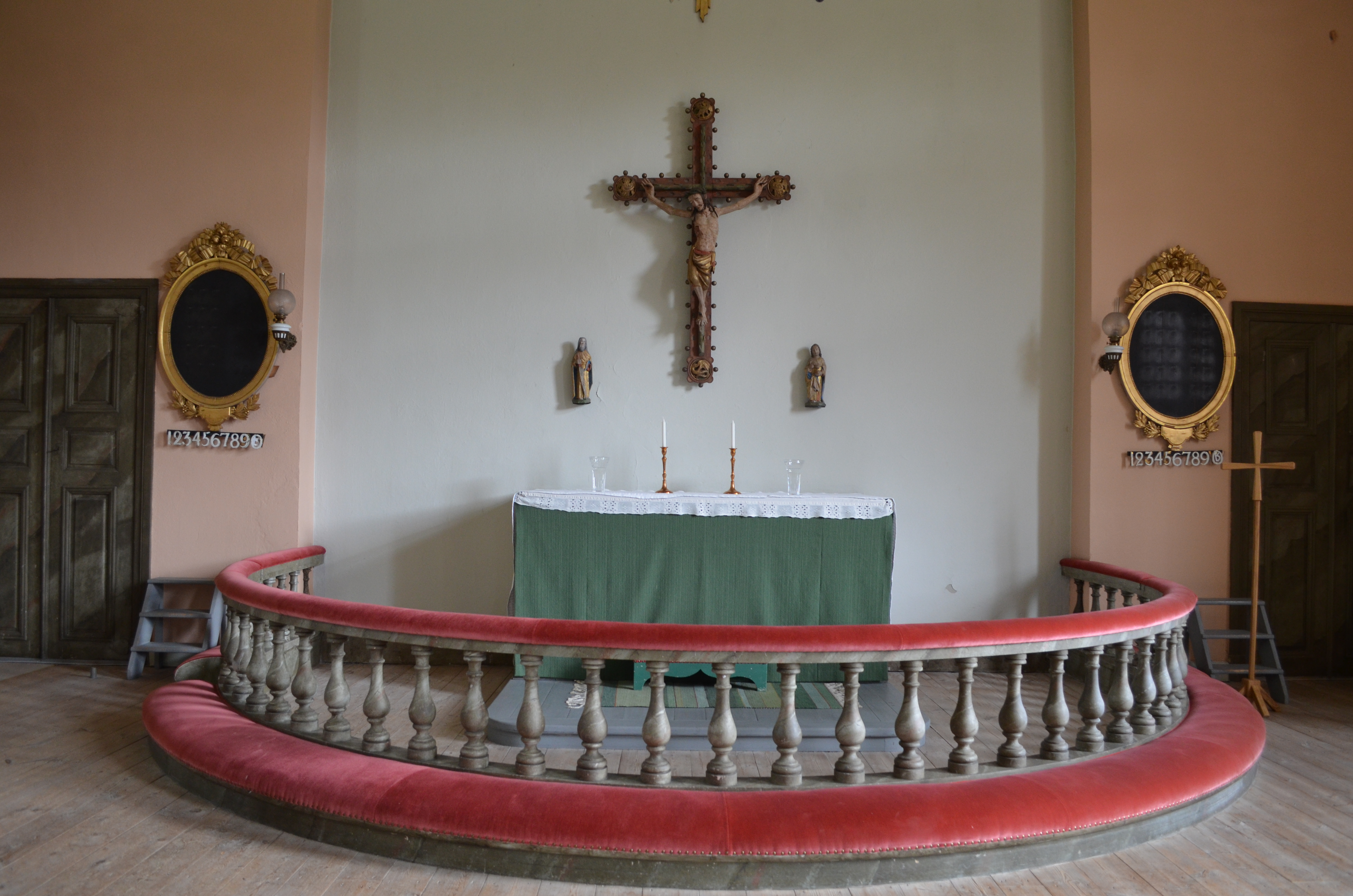
Yxnerum kyrkas altare
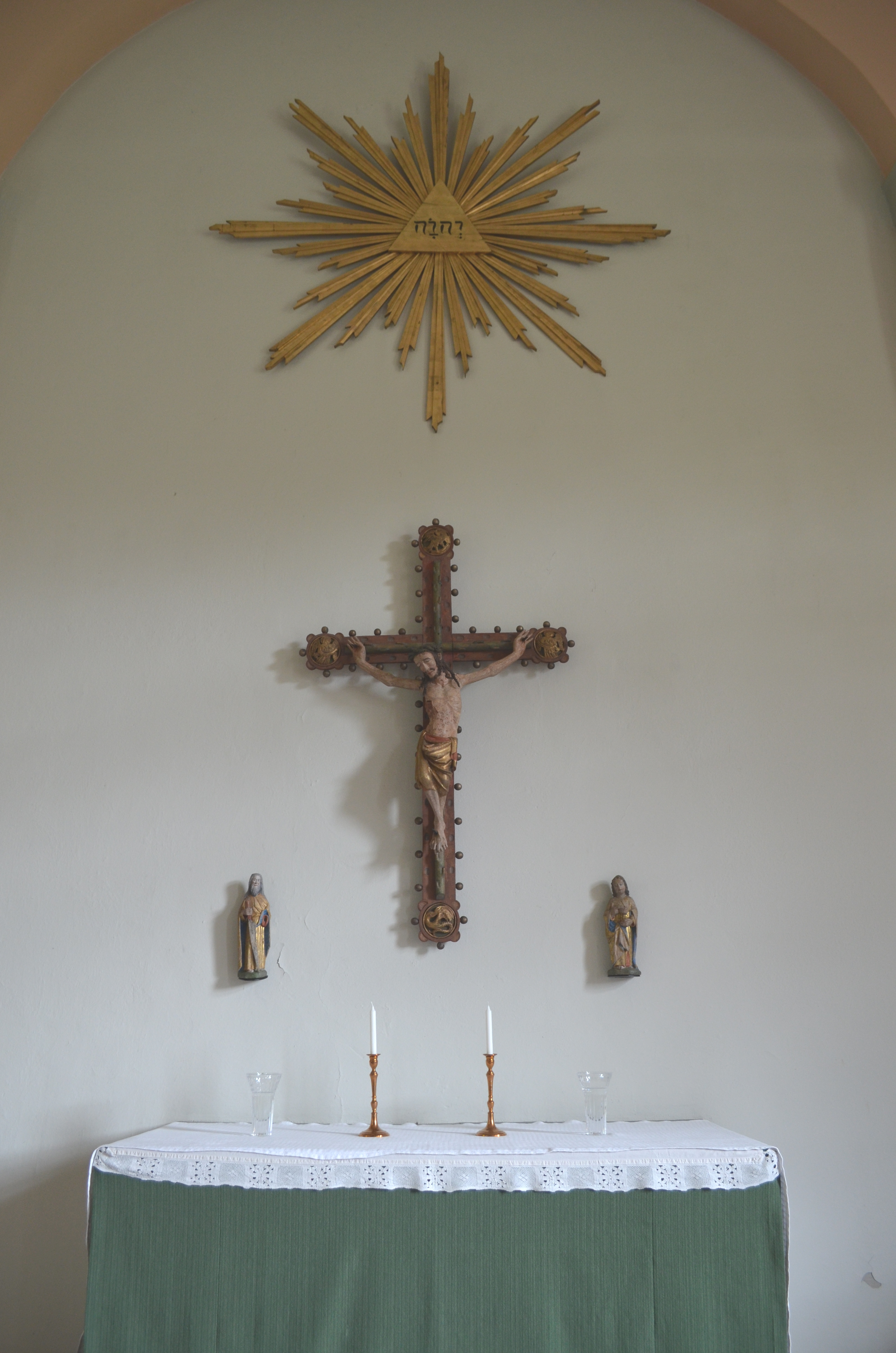
Yxnerum kyrkas krucifix
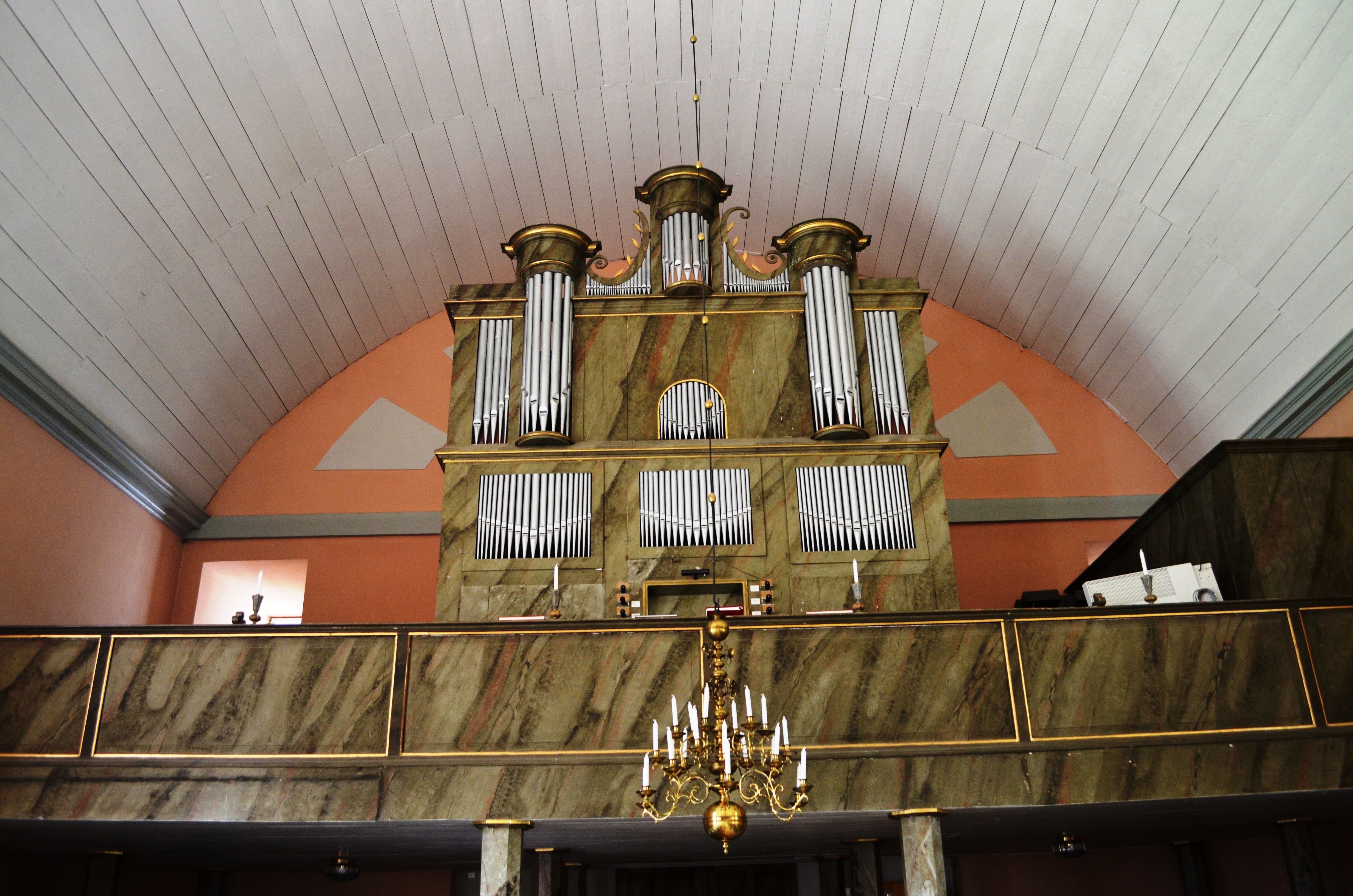
Yxnerum kyrkas orgelläktare